# Hoax
Hoax is een Engels woord voor grap, poets, nep, bedrog, truc, oplichterij, broodjeaapverhaal. Het woord is waarschijnlijk een samentrekking van hocus pocus.

## Kenmerken
Het woord wordt gebruikt voor een falsificatie die als waarheid wordt gepresenteerd, bijvoorbeeld nepnieuws (fake news), een 1 april-grap of een melding van een graancirkel. Meestal heeft de bedenker geen kwade bedoelingen, soms zijn er wel kwalijke gevolgen.
Een motief van wederrechtelijke bevoordeling ontbreekt vaak, het gaat meer om het stichten van verwarring en de mensen voor de gek houden. Ook worden hoaxen uitgebracht om te testen of het bedrog opgemerkt wordt, met andere woorden, om na te gaan of de ontvangers alert en kritisch zijn. Een ander motief is het zaaien van paniek, of het beschadigen van een ander of van "het systeem" uit (persoonlijke) frustratie. Veel zwarte propaganda geschiedt door het in de wereld brengen van hoaxen.
De gevolgen kunnen zeer ernstig zijn. Mensen kunnen in paniek raken, en (schadelijke) handelingen verrichten die ze anders niet zouden verrichten. In zo'n geval wordt een aanstichter van een hoax soms wel strafrechtelijk vervolgd.

## Voorbeelden

### Massakinderhuwelijk in Gaza
In 2009 doken foto's en filmpjes op van een 'massakinderhuwelijk' in Gaza, waar blijkens de verklarende tekst, gefinancierd door Hamas, 450 meisjes tussen de 6 en 10 jaar oud zogezegd trouwden met mannen tussen de 16 en 30. De foto's en filmpjes toonden volwassen mannen in het zwart, met kleine in wit geklede meisjes aan hun hand. Het verhaal bleek een hoax, want de meisjes waren geen bruiden maar bruidsmeisjes. Het verhaal veroorzaakte zoveel opschudding en verontwaardiging, dat Hamas zich gedwongen zag de geruchten te ontkrachten. In die filmpjes vertelden de meisjes in het Arabisch dat ze bruidskinderen waren, maar de meeste kijkers waren deze taal niet machtig.

### Nep-poederbrieven
Nadat in de Verenigde Staten eind 2001 een aantal brieven met daarin antrax werd verspreid, is voorgekomen dat bedrijven en instanties ook een zogenaamde poederbrief ontvingen, vergezeld van een bedreiging. In veel gevallen bleek het om waspoeder, krijt, stijfsel, meel of andere onschadelijke witte poeders te gaan. Een aantal daders is strafrechtelijk vervolgd.

### The Mujahideen Poisons Handbook
Dit "Gifhandboek" is opgedoken op het internet. Het zou zogenaamd geschreven zijn door een islamitische terrorist en bevat een aantal "recepten" voor het maken van dodelijke giffen. De chemicaliën zijn vaak zo goed als onmogelijk verkrijgbaar voor particulieren. Bovendien kloppen veel recepten niet en bevat het boek zelfs fouten in de namen van chemische stoffen. Een recept bleek bijvoorbeeld in plaats van een dodelijk gif een stinkbom te produceren. Het wordt dan ook niet uitgesloten dat het handboek een hoax is om verwarring en paniek te zaaien. In dat geval beantwoordde de hoax inderdaad aan zijn doel.

### De Grote Donorshow
Een van de meest succesvolle en doeltreffende hoaxen in Nederland was de Grote Donorshow van vrijdag 1 juni 2007 op de Nederlandse tv (BNN). Alle kenmerken van een geslaagde hoax waren aanwezig: aandacht van de internationale media en de politiek, onder andere in de vorm van Kamervragen en afkeurende opmerkingen van politici, en een scherp ethisch dilemma dat mensen aan het denken zette, zonder ze te laten twijfelen aan het waarheidsgehalte van het verhaal.

### De Sokal-affaire
De Sokal-affaire betreft een hoax bedacht door Alan Sokal, hoogleraar in de natuurkunde aan de universiteit van New York. Hij stuurde een nep-artikel, doorspekt met onzinnige redeneringen en pseudowetenschappelijk jargon, naar het Amerikaanse academische tijdschrift Social Text. Sokal wilde bij wijze van experiment te weten komen of een goedgeschreven maar compleet onzinnig artikel gepubliceerd zou worden in een postmodern tijdschrift als het a) goed zou klinken en b) de redactieleden zou flatteren met ideologische maar holle concepten. Het artikel werd in 1996 inderdaad gepubliceerd en veroorzaakte veel verontwaardiging in de internationale academische wereld, die jaren later nog merkbaar was.

### Zeemeermin
Al sinds de oertijd gaan verhalen rond over het al dan niet bestaan van zeemeerminnen. Ondanks de vele speculaties is er nog geen enkel bewijs gevonden dat deze levensvorm bestaat. Dit onderwerp kreeg veel aandacht nadat Animal Planet twee reportages uitzond met onweerlegbaar bewijs dat zeemeerminnen wel degelijk bestaan. Later bleek dat beide reportages een hoax waren.

### Tourist guy
De tourist guy-hoax betreft een foto, die gemaakt zou zijn vlak voor de aanslagen op 11 september 2001 op het World Trade Center in New York. Op de foto is een man te zien die op het dakterras van een van de WTC-torens staat, met op de achtergrond een vliegtuig dat zich in het gebouw lijkt te gaan boren. De foto is echter een bewerking van een foto uit 1997. Het vliegtuig op de foto is een ander type toestel van een andere maatschappij dan waarmee de aanslagen gepleegd zijn. Ook is de oorspronkelijke foto van het vliegtuig opgespoord die in de hoax-foto is geplakt.

### Disneyland
Er gaan meerdere hoaxen over de parken van Disneyland rond:
- Het lichaam van Walt Disney zou ingevroren zijn en onder de attractie Pirates of the Caribbean in het Disneyland Resort liggen. Dit klopt echter niet, omdat Walt Disney gecremeerd is. Sommige bezoekers hebben wel geprobeerd crematie-as in het kanaal van de attractie te gooien. Hier is echter ook geen bewijs voor.[14]
- Onder het Magic Kingdom zou zich een verborgen attractiepark bevinden. Het is echter wel een feit dat onder het park tal van corridors liggen.[15]

### Philadelphia-experiment
Het Philadelphia-experiment is een vermeend Amerikaans marine-experiment uit 1943 om met magnetische velden een schip onzichtbaar te maken voor de radar. Er zouden allerlei vreemde effecten opgetreden zijn, zoals verdwijningen, tijdreis-effecten en teleportatie.

### Polocaust
Door Poolse nationalisten is een complottheorie de wereld in gebracht over de vermeende Polocaust, die onder meer stelt dat tijdens de Duitse bezetting van Polen in de Tweede Wereldoorlog een tunnel nabij het Station Warszawa Zachodnia in Warschau zou zijn omgebouwd tot een enorme gaskamer, waarin 200.000 meest niet-Joodse Polen zouden zijn vermoord. In 2019 bleek deze hoax vijftien jaar lang op de Engelstalige Wikipedia vermeld te zijn geweest.

### COVID-19 gerelateerd aan 5G
Begin 2020 ontstond de hoax dat de wereldwijde COVID-19-pandemie gerelateerd zou zijn aan de uitrol van het 5G-mobiele netwerk. Door de straling van 5G zou de opname van zuurstof in het bloed bemoeilijkt worden, wat zou resulteren in symptomen die gelijk zijn aan die van COVID-19.

### Zhemao-hoax
Een Chinese vrouw publiceerde jarenlang nepverhalen over de middeleeuwse Russische geschiedenis op de Chinese Wikipedia. Ze schreef meer dan 200 fictieve artikelen en miljoenen woorden over gefantaseerde geschiedenis. De pagina's gingen onder andere over Russische munten, onbestaande oorlogen, veldslagen, staten, aristocraten, ingenieurs en documenten. Zhemao ging inventief te werk en kon zo jarenlang ongestoord te werk gaan. Ze verwees vaak naar ingewikkelde bronnen, zoals een grote boekenserie van oude Russische schrijvers. De Chinese romanschrijver Yifan ontdekte het bedrog in juni 2022 toen hij op een artikel terecht kwam over de "Kashin-zilvermijn".

## Hoax in de computerwereld
In de computerwereld wordt het woord in het bijzonder gebruikt voor een vals gerucht, een bewering die niet waar is en per e-mail wijde verspreiding vindt. In deze betekenis begint het ook in andere talen door te dringen. Het betreft hier meestal zeer bijzondere aanbiedingen (onder meer het beloven van grote sommen geld), reddingsacties van zieke kinderen (waardoor iemand een telefoon roodgloeiend had staan) of een aankondiging van een uitzonderlijk gevaarlijk computervirus. Het bericht gaat meestal vergezeld van de oproep om het bericht vooral toch onbeperkt naar iedereen door te sturen.
Een bijzondere categorie hoax is een nepvirus: een e-mailbericht met daarin een aansporing aan de computergebruiker om een zogenaamd gevaarlijk computerbestand te verwijderen. Dit computerbestand is in werkelijkheid ongevaarlijk of zelfs een noodzakelijk onderdeel van het besturingssysteem. Ze bestaan vaak uit twee onderdelen, soms alleen uit het laatstgenoemde:
1. de opdracht tot een schadelijke handeling (bijvoorbeeld het wissen van een essentieel onderdeel van het besturingssysteem) en
2. de opdracht het bericht zo snel mogelijk en aan zo veel mogelijk vrienden en kennissen door te sturen.[22]

De crux is dat de gebruiker ervan overtuigd wordt dat juist het nalaten van die handelingen de schade zou aanrichten, bijvoorbeeld met de bewering dat het te verwijderen bestand een gevaarlijk virus is, waar nog geen virusscanner tegen opgewassen is. Een hoax leidt in veel gevallen tot onnodige opwinding en soms zelfs tot paniek. Bij een geslaagde hoax mailen veel gebruikers waarschuwingen naar hun contactpersonen of vragen her en der om advies. Deze acties belasten het internet door de vele onnodige e-mails die verzonden worden.

### Vergaarbak van mailadressen
Bij hoax-berichten komt nog een extra probleem om de hoek kijken: het aantal mailadressen in een enkel bericht is vaak zeer groot, omdat onervaren gebruikers vaak nalaten om met blind carbon copy (BCC) de ontvangers te anonimiseren. Het is daarom mogelijk dat spammers hoax-mails kunnen gebruiken om uiteindelijk een grote hoeveelheid geldige adressen te vergaren.

### Kenmerken
Hoax-mails zijn vaak wel te herkennen aan opmaak en taalgebruik. Ze bevatten vaak teksten als: "ONMIDDELLIJK LEZEN EN DOORSTUREN NAAR IEDEREEN DIE JE KENT!!!!" In het geval van een computervirus-hoax wordt vaak vermeld dat "Microsoft nog geen oplossing heeft", dat bijvoorbeeld "CNN aankondigt dat dit het ergste virus ooit is" en dat antivirusproducenten melden dat "tegen dit virus voorlopig nog geen remedie is". Een belangrijk kenmerk is dat geen datum vermeld wordt. Er staat "gisteren" of "dinsdag" of "pas ontdekt" maar een echte datum ontbreekt. Vaak wordt er geen verwijzing gegeven naar betrouwbare bronnen waar een en ander te verifiëren is.